# II. sjezd Komunistické strany Číny
II. sjezd Komunistické strany Číny (čínsky pchin-jinem Zhōngguó Gòngchǎndǎng dì'èrcì quánguódàibiǎodàhuì, znaky zjednodušené 中国共产党第二次全国代表大会) proběhl v Šanghaji během 16. – 23. července 1922. Sjezdu se zúčastnilo 12 delegátů zastupujících 195 členů Komunistické strany Číny.
Sjezd přijal stanovy a program strany, rozhodl o vstupu strany do Kominterny. Minimálními cíli určil překonání vnitrostranických sporů, svržení militaristů, kteří si rozdělili Čínu a nastolení vnitřního míru, odstranění útlaku mezinárodního imperialismu a dosažení plné nezávislosti Číny. Maximálními cíli stanovil zorganizování proletariátu a ustanovení diktatury dělníků a rolníků v zemi, likvidace soukromého vlastnictví a postupný přechod ke komunistické společnosti.
Sjezd zvolil ústřední výkonný výbor o pěti členech a třech kandidátech, předsedou výboru byl zvolen Čchen Tu-siou.
Členové ústředního výkonného výboru zvolení na II. sjezdu:
- Čchen Tu-siou (předseda),
- Čang Kuo-tchao (pověřen řízením organizace strany),
- Cchaj Che-sen (pověřen řízením stranické propagandy),
- Teng Čung-sia,
- Kao Ťün-jü.

Kandidáti ústředního výkonného výboru zvolení na II. sjezdu:
- Li Ta-čao,
- Li Chan-ťün,
- Siang Ťing-jü (žena).